# Uvmarö skärgårdsskog
Uvmarö skärgårdsskog är ett naturreservat i  Söderköpings kommun i Östergötlands län.
Området är naturskyddat sedan 2003 och är 56 hektar stort. Reservatet ligger på Norra Finnö och består av hällmarkstallskog, granskog och mindre partier av ädellövskog.